# The Sentinel (Kurzgeschichte)
The Sentinel (englisch für Der Wächter oder Der Wachposten) ist eine Kurzgeschichte des britischen Science-Fiction-Autors Arthur C. Clarke aus dem Jahre 1948. Obwohl The Sentinel zunächst keine Beachtung fand, markierte die Geschichte schon wenige Jahre später Clarkes literarischen Durchbruch. Sie war wegweisend und stilbildend für das literarische Genre Science-Fiction. Wiederum einige Jahre später diente The Sentinel dem US-amerikanischen Filmemacher Stanley Kubrick als eine Vorlage für dessen 1968 erschienenen, ebenfalls bahnbrechenden und stilbildenden Science-Fiction-Film 2001: Odyssee im Weltraum (2001: A Space Odyssey), für den Clarke und Kubrick gemeinsam das Drehbuch schrieben.

## Entstehungsgeschichte
Clarke hatte The Sentinel über Weihnachten 1948 für einen Schreibwettbewerb des britischen Senders BBC geschrieben und eingereicht, jedoch ohne Erfolg. Veröffentlicht wurde die Geschichte zum ersten Mal 1951 unter dem Titel Sentinel of Eternity (Wächter der Ewigkeit oder Wachposten der Ewigkeit) im Science-Fiction-Magazin 10 Story Fantasy und im selben Jahr im US-Magazin Avon Science Fiction and Fantasy Reader. Anschließend erschien die Geschichte unter ihrem ursprünglichen Titel in den Anthologien Verbannt in die Zukunft (Expedition to Earth, 1953), Die neun Milliarden Namen Gottes (The Nine Billion Names of God, 1967) und The Lost Worlds of 2001 (von 1972).

## Inhalt

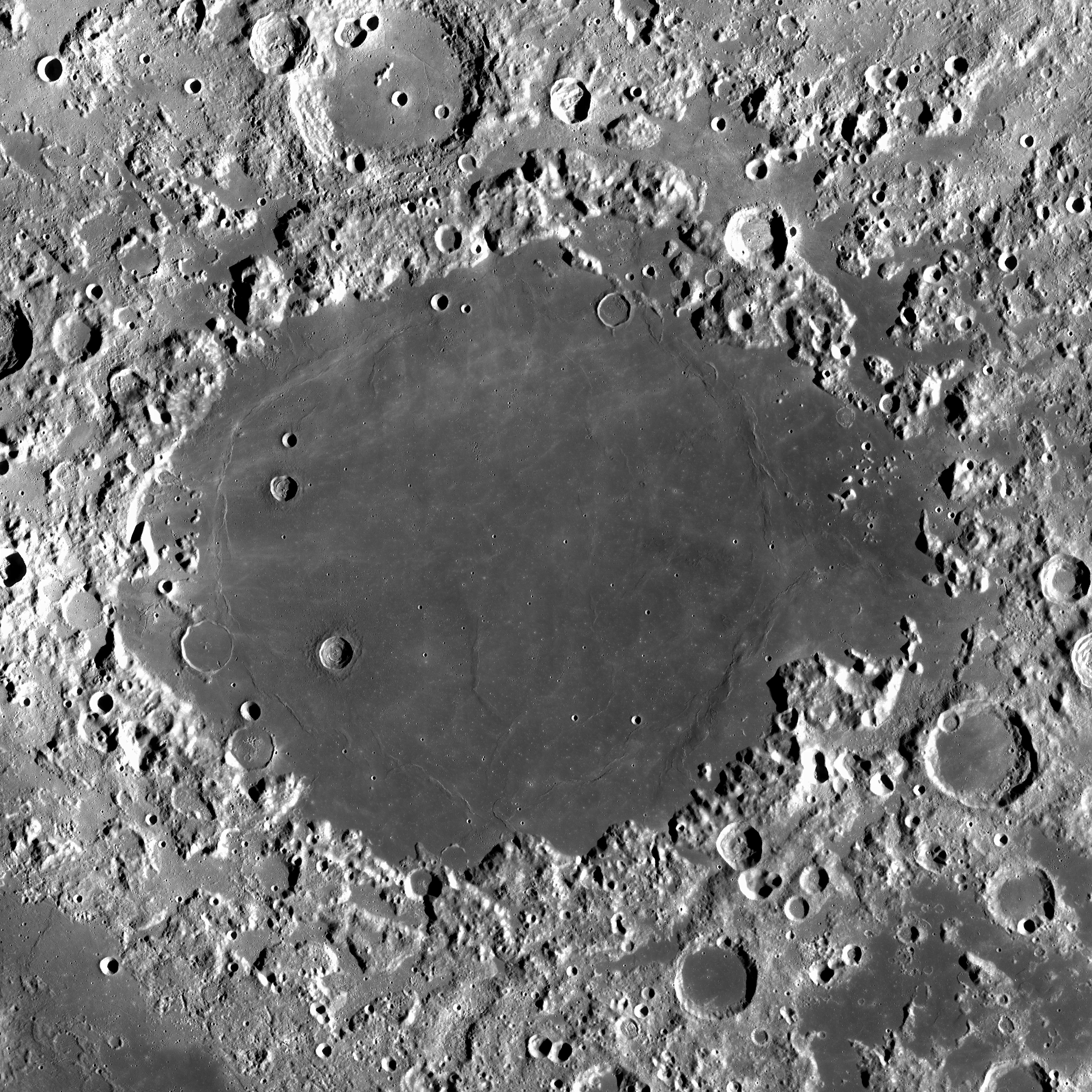
Mare Crisium, Ort der Entdeckung

Wilson, der Ich-Erzähler, ehemaliger leitender Selenologe und Astronaut erzählt von einer Entdeckung, die er Jahrzehnte zuvor, im Spätsommer 1996, auf dem Mond gemacht hat. 1996 (Clarkes Geschichte war 1948 entstanden) waren Raumfahrt (zum Mond) und Arbeiten auf dem Mond fast schon Routine. So schildert Wilson, wie er mit anderen Astronauten einer großen Expedition zur Erkundung des unerforschten Mare Crisium, das heißt Meer der Krisen oder auch Meer der Gefahren, unterwegs war. Die Erzählung beginnt mit einem Arbeitstag, an dem er Küchendienst hat und beim Blick aus dem Fenster ein merkwürdiges Funkeln etwa 50 km entfernt wahrnimmt. Ihm ist sofort klar, dass dieses Funkeln keine natürliche Ursache haben kann. Die anderen Crew-Mitglieder machen sich über ihn und seine „Entdeckung“ lustig, denn alle wissen, dass es nie Leben auf dem Mond gegeben hat. Mit einem Kollegen macht sich Wilson in einem Fahrzeug auf, um das Phänomen zu ergründen.
Am Fuß eines Berges angekommen, erklimmt er den Gipfel als Erster und findet zu seiner großen Überraschung eine ebene Plattform, so eben, dass sie unmöglich natürlichen Ursprungs sein konnte. In ihrem Zentrum befindet sich eine wie ein Juwel funkelnde Pyramide, etwa doppelt so hoch wie ein Mensch.
Schlagartig wird ihm bewusst, dass dieses Objekt nicht von Menschenhand geschaffen sein kann. Er spekuliert, dass der Menschheitstraum von einer Zivilisation auf dem Mond doch wahr sein musste. Diese Mondzivilisation war allerdings bereits vor mehreren 100 Millionen Jahren untergegangen, so mutmaßt er. Weiter fragt er sich, worum es sich handeln könne: einen Schrein, einen Tempel oder etwas, wofür die Menschheit bisher keinen Namen hat. Wer hatte die Technik und die Fähigkeiten, so etwas Makelloses zu erschaffen? Um das Objekt weiter zu untersuchen, nähert sich Wilson ihm unbewusst vorsichtig, um schließlich etwas zu entdecken, das ihm kalte Schauer über den Rücken laufen lässt: Obwohl auf der Plattform der Staub und Meteoriteneinschläge von Jahrmillionen zu sehen sind, hören diese Spuren in einigem Abstand kreisrund um die Pyramide auf. Innerhalb dieses Kreises befinden sich weder Staub noch Einschlagkrater. Wilson nimmt einen Stein und wirft ihn sachte in Richtung der Pyramide, um zu sehen, was passiert: Der Stein trifft eine unsichtbare Halbkugel und gleitet an dieser langsam zu Boden. Offensichtlich ist das Objekt von einem schützenden Kraftfeld umgeben. Der Erzähler erkennt, dass es sich nicht um ein Bauwerk handelt, sondern um eine Maschine, die von Wesen erschaffen wurde, deren Intellekt und Technik weit höher als beim Menschen entwickelt waren, und dass dies vor extrem langer Zeit geschehen sein musste.
20 Jahre später gelingt es den Menschen endlich, das Kraftfeld zu überwinden, aber alle Versuche, die Pyramide zu öffnen, schlagen fehl, weil die Menschen sie nicht verstehen. Schließlich setzen sie die brachiale Gewalt einer nuklearen Explosion („the savage might of atomic power“) ein, die die Pyramide jedoch nicht öffnet, sondern zerstört, ohne dass die Technik oder der Sinn der Pyramide verstanden werden.
Es wird deutlich, dass – nachdem die Menschheit alle anderen Planeten erreicht und erkannt hatte, dass intelligentes Leben nur auf der Erde entstanden war – die Pyramide nicht von irgendeiner irdischen Zivilisation errichtet worden sein konnte, denn Untersuchungen hatten ergeben, dass der Meteoritenstaub rund um das Kraftfeld so alt war, dass das Objekt errichtet wurde, noch bevor sich Leben auf der Erde entwickelt hatte.
Wilson sinniert, dass Wesen mit unvorstellbarer Intelligenz und Technologie vor Jahrmillionen das Weltall auf der Suche nach Leben durchstreift haben. Überall dort, wo sie annahmen, dass sich intelligentes Leben entwickeln könnte, hinterließen sie in der „Nähe“ einen Wächter in Form einer Signalbake, die melden würde, wenn es „so weit“ sei. Die Bake in der Erzählung wurde deshalb auf dem Mond platziert, weil die Wesen erst vom Leben auf der Erde informiert werden wollten, wenn dieses in der Lage war, Raumschiffe zu bauen.
Nach der Zerstörung der Bake beendet Wilson seinen Bericht mit den resignativ-lakonischen Worten:

“Now its signals have ceased, and those whose duty it is will be turning their minds upon Earth. Perhaps they wish to help our infant civilization. But they must be very, very old, and the old are often insanely jealous of the young. I can never look now at the Milky Way without wondering from which of those banked clouds of stars the emissaries are coming. If you will pardon so commonplace a simile, we have set off the fire-alarm and have nothing to do but to wait. I do not think we will have to wait for long.”

„Jetzt sind ihre Signale verstummt, und jene, deren Pflicht es ist, werden sich jetzt der Erde zuwenden. Vielleicht möchten sie unserer jungen Zivilisation helfen. Aber sie müssen sehr sehr alt sein, und die Alten sind oft wahnsinnig eifersüchtig auf die Jungen. Jedes Mal, wenn ich mir jetzt die Milchstraße ansehe, frage ich mich, aus welchem Sternenhaufen wohl die Gesandten kommen werden. Wenn Sie mir diesen banalen Vergleich gestatten wollen: Wir haben den Feuermelder ausgelöst und brauchen jetzt nur noch zu warten. Ich glaube nicht, dass wir lange warten müssen.“

## Rezeption
Obwohl The Sentinel bei seiner Entstehung 1948 keinerlei Beachtung fand, war die Kurzgeschichte dennoch binnen weniger Jahre wesentlich für Clarkes Durchbruch als ernsthafter Science-Fiction-Autor. Nicht zuletzt auch deshalb, weil daraus zwischen 1964 und 1968 in Zusammenarbeit mit dem damals bereits durch Filme wie Wege zum Ruhm (1957) oder Dr. Seltsam oder: Wie ich lernte, die Bombe zu lieben (1964) berühmten US-Regisseur Stanley Kubrick der epochemachende Film 2001: Odyssee im Weltraum entstand, für den Clarke seine Kurzgeschichte zu einem Roman weiterentwickelte, um daraus dann gemeinsam mit Kubrick das Drehbuch für 2001 zu schreiben.

## Ausgaben

### Englische Original-Ausgaben (Auswahl)
- 1951: Sentinel of Eternity in 10 Story Fantasy
- 1951: Sentinel of Eternity in Avon Science Fiction and Fantasy Reader
- 1953: The Sentinel in Verbannt in die Zukunft (Expedition to Earth)
- 1970: The Sentinel in Jerome Agel (Hrsg.): The Making of Kubrick’s 2001
- 1972: The Sentinel in Arthur C. Clarke: The Lost Worlds of 2001.

### Deutsche Übersetzungen
- 1960: Der Wachtposten, Übersetzung von Tony Westermayr,[5] herausgegeben von Herbert W. Franke in Band 10 der Reihe Goldmanns Zukunftsromane in dem Sammelband Verbannt in die Zukunft
- 1981: Der kosmische Wächter von Horst Pukallus übersetzt,[6] herausgegeben von Hans Joachim Alpers und Werner Fuchs
- 1989: Der Wächter übersetzt von Irene Holicki übersetzt[7] und von James Gunn herausgegeben